# 일본 만화

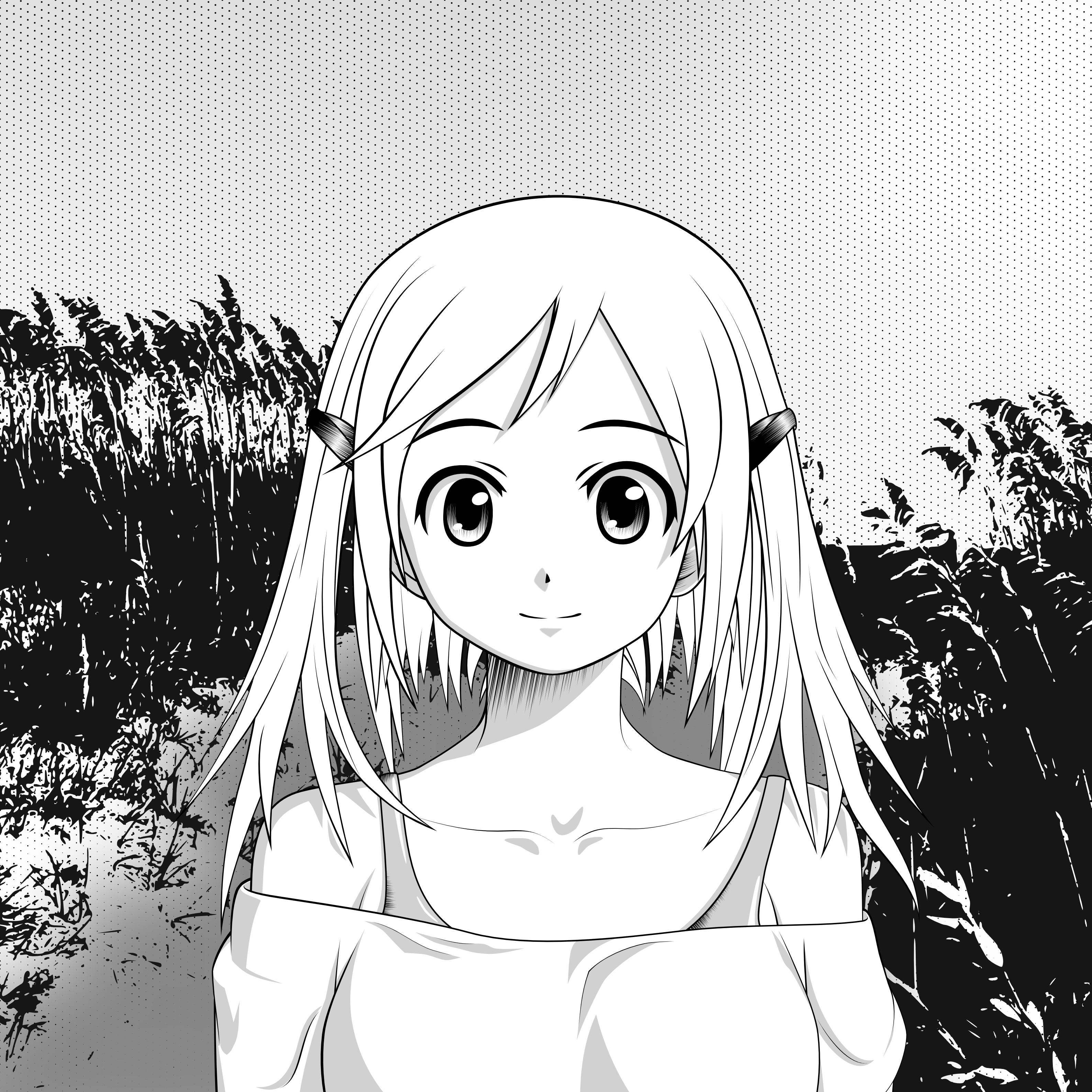
일본 만화의 작화 스타일로 그린 인물.

일본 만화(日本漫画) 또는 망가(漫画 만가[*])는 일본에서 제작된 만화를 가리킨다. 주로 1937년도에 만들어진 Zip-A-Tone(스크린톤)을 활용하여 칸으로 그림과 내용을 전달하는 흑백만화로 주류를 이룬다. 이는 1950년대에 현재와 같은 형태에 도달하였다. 일본만화 중 시장성이 있는 것으로 판단된 일부 작품의 차후에 애니메이션으로 제작되기도 하는데, 그 과정에서 주류시장의 취향이나 방영 규정에 맞춰 내용이 편집되는 경우가 많다. 비한자권에서는 일본어 漫画(まんが)를 빌려 Manga라는 단어를 일본 만화라는 뜻으로 통칭하고 있다.

## 일본 만화와 망가
망가(漫画)는 일본어로 만화라는 뜻이며, 이는 같은 한자 문화권인 중국과 한국에 차용되어 만화를 뜻하는 일반명사로 자리잡은 반면에, 구미권에는 Manga라고 표음적으로 전달되어 코믹스(미국 만화)나 베데(프랑스 만화)등과 구분되는 일본만화를 가리키는 고유명사로 자리잡게 되었다. 이는 한국 만화가 구미권에서는 'Manhwa'라 불리는 것과 맥락을 같이한다.
망가라는 용어의 기원은 중국의 생각나는대로 쓴다의 "만필" 생각나는대로 그린다의 "만필화"에서 비롯되었다는 이야기 등 여러 가지 이야기가 존재한다. 호쿠사이 "망가"에서 망가는 만필화와 같은 것이기 때문에 현재의 만화(일반적으로 생각하는 현대 만화책)와는 다르다.
영국인 찰스 워그먼(Charles Wirgman)이 일본에 건너가 1862년에 요코하마 거류지에서 풍자만화인 ≪저팬 펀치≫를 발행하였으며, 이때까지만 하더라도 "펀치" 라고 불리었으나. 1895년에 한 출판사가 "카툰", "코믹스"를 망가로 처음으로 번역하면서 정착하게 되었다.
반면에, 각국의 만화를 그 나라에서의 만화를 뜻하는 고유명사를 통해 지칭하는 구미권과 다르게 '일본 만화' '미국 만화'하는 식으로 지칭하는 한국에서 '망가'라는 단어는 '음란한 표현 위주의 일본성인만화'라는 의미로 쓰이게 되었다.

## 역사

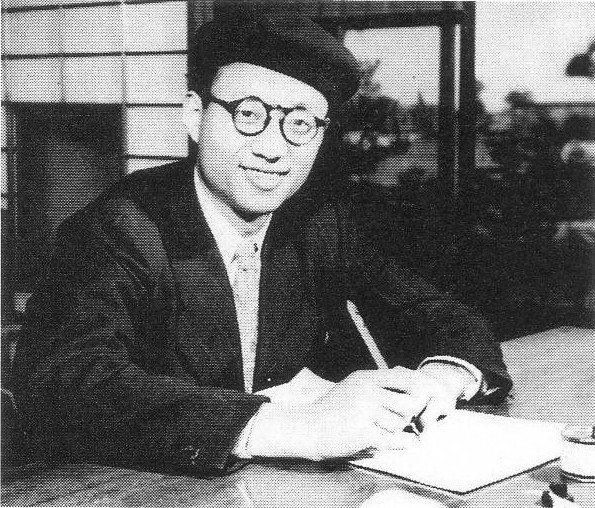
데즈카 오사무. 그 자신이 인기 만화가였을 뿐만 아니라 최초의 텔레비전 애니메이션 《철완 아톰》의 원작자이자 제작자이기도 하다.

제2차 세계 대전이 끝난 뒤 정부의 비선전적(non-propaganda) 작품들에 대한 규제가 풀리면서 다수의 만화 출판사가 등장하였고, 데즈카 오사무가 1947년에 발표한 《신보물섬》는 전후 일본 만화의 시작으로 평가된다. 최근까지는 데즈카가 영화적 기법을 처음 사용한 것으로 알려져 있었으나 현재로서는 《신보물섬》에서 사용된 영화적 기법이 데즈카가 최초로 사용한 것인가에 대해서는 논란이 있다.
1950년대 《소년 선데이》, 《소년 매거진》 등의 만화 주간지가 창간되면서, 일본의 만화 산업은 대본소 중심에서 잡지 중심으로 재편되었다. 한편 오사카의 대본소 만화에서 새로운 만화 스타일이 발생하였으며, 다쓰미 요시히로는 1957년 이러한 스타일을 극화(게키가)라고 정의하였다.

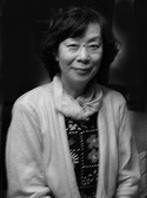
하기오 모토. 소녀 만화의 혁신을 가져온 24년조 만화가 중 한 명.

데즈카 오사무의 스타일은, 특히 《리본의 기사》의 성공 이후, 전후 여아 대상의 만화에도 적용되기 시작하였다. 1960년대 후반부터는 24년조라고 불리는 일련의 여성 만화가가 등장하여, 자유로운 컷 분할 등 만화 표현에 혁신을 가져왔다. 또한 다케미야 게이코와 하기오 모토 등의 24년조는 그들의 작품에서 소년 간의 동성애를 적극적으로 묘사하여 소년애라고 불리는 장르를 탄생시켰다.
오토모 가쓰히로는 배경을 매우 현실적으로 묘사하고 자유로운 시점을 구사하여 이야기를 전개하는 "비데즈카 기법"이라고 불리는 기법을 선보였으며, 1980년대 초반 오토모가 단편집 《쇼트 피스》 등으로 유명해진 이후의 일본 만화 스타일은 오토모의 영향을 받아 크게 변화하였다.
한편 1980년대에는 《세인트 세이야》와 《캡틴 츠바사》의 인기로 코믹 마켓으로 대표되는 동인지 즉매회에서의 동인지 제작과 판매도 활발해졌다. 처음에는 동인지를 비판하기 위하여 사용된 야오이라는 용어는 여성을 대상으로 하는 남성 동성애 장르를 일컫는 용어가 되었으며, 1980년대 후반  고가 윤이나 클램프, 오자키 미나미 등 코믹 마켓에서 활동을 하던 만화가들이 오버그라운드 만화 잡지에 데뷔하였다.
도리야마 아키라가 1984년부터 연재한 《드래곤볼》을 필두로 《소년 점프》의 발생 부수는 한 때 600만부를 넘었으며, 《드래곤볼》의 세계적인 인기는 만화를 일본을 대표하는 컨텐츠로 전세계에 인식시켰다.

## 특징
일본 만화는 다른 나라의 만화에 비해 자국 문화에 비교적 큰 영향을 미쳤으며, 일본에서 만화는 예술 형식과 대중문화의 장르로서 인정받고 있다. 한국에서도 마찬가지로 일본 만화 또한 폭력성이나 외설성을 이유로 많은 비판을 받아왔다. 그러나 현재까지 공식적으로 만화에 그릴 수 있는 것의 범위를 명확히 정하는 법률은 존재하지 않으며, 단지 모든 출판물에 적용되는 "지나치게 외설적인 내용을 담은 것은 판매하지 않아야 한다."는 불명료한 윤리규정이 있을 뿐이다. 그 덕분에 만화가들은 다양한 연령의 독자들을 대상으로 하는 다양한 장르의 만화를 그릴 수 있었다.

## 출판 형태

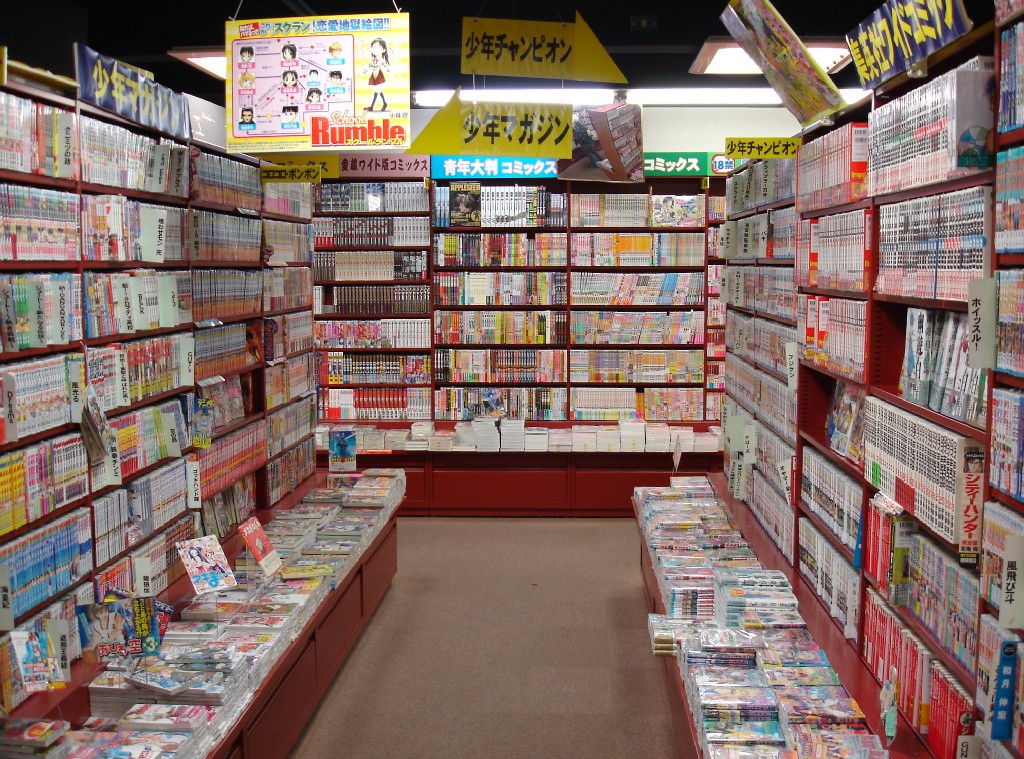
서점의 만화 코너.

일본에서 만화는 주로 만화 잡지를 통해 발표되고 있다. 일본의 만화 잡지에는 대체로 회당 8-32페이지를 할당받은 여러 작품들이 동시에 연재된다. 잡지들은 보통 값싼 재생용지에 인쇄되며, 분량은 200페이지에서 850페이지까지 다양하다. 여러 회를 걸쳐 연재되는 만화 이외에도 4컷 만화나 한 회로 끝나는 단편 만화도 게재된다. 신인 만화가들은 독자들로부터 좋은 반응을 얻을 경우 지속적인 연재을 이어갈 수 있기 때문에 단편을 몇 작품 게재하며 자신들의 이름을 알리려고 노력하기도 한다. 또한 독자들로부터 인기있는 작품의 경우, 애니메이션으로 제작되기도 하며 그와 더불어 소설화가 진행되기도 한다. 어떤 작품의 경우, 게임과 연동되어 있어서 작품과 관련된 온라인 게임이나 아케이드 게임이 출시되기도 한다.
한 작품이 일정 기간 연재된 뒤에는 대체로 그동안의 연재 분량을 한 권으로 묶어 단행본을 출판한다. 단행본은 보다 고급의 종이를 사용하며, 연재분을 놓쳤거나 잡지를 매번 구입하기가 부담되는 사람들에게 유용하다. 절판된 지 오래된 만화는 독자들의 수요에 따라 대형본인 애장판이나 소형본인 문고판으로 재판되기도 한다.

## 구성
일본 만화는 보통 컷, 등장 인물, 배경, 말풍선, 대사, 의성어, 의태어, 기타 기법으로 구성된다. 일반적인 스토리 만화의 표현 형식은 다음과 같다.

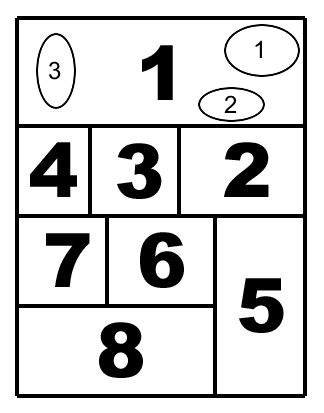
일본 만화의 컷 진행 순서.

- 지면은 컷이라는 틀로 분할되며, 컷은 각각 하나의 장면을 나타낸다. 컷의 순서는 일반적으로 명시되어 있지 않고 암묵적으로 표시된다. 좌철 방식으로 제본되는 경우 진행 방향은 다음과 같다.
  - 오른쪽에서 왼쪽으로 읽는다.
  - 페이지 내에서는 위에서 아래로 읽는다.
  - 같은 단에 여러 컷이 있는 경우 오른쪽에서 왼쪽으로 읽는다.
  - 다음 페이지에 걸쳐 있는 컷은 그 페이지에서 가장 마지막에 읽는다.
  - 4컷 만화와 같이 번호가 표시되어 있는 경우에는 번호 순서대로 읽는다.

과거에 일본 만화의 한국어판은 인쇄 과정에서 그림이 반전되어 좌철 방식으로 출판되었으나, 90년대 초중반부터는 우철 방식 그대로 출판하는 것이 일반적이다. 예로서 그 무렵에 큰 인기를 끌었던 일본만화 《슬램덩크》는 처음에는 반전 인쇄를 사용하였으나 스포츠 만화의 특성상 내용 왜곡이 일어나게 되었고, 약 20권 무렵부터는 더 이상 그림을 반전시키지 않았다.

## 기법

만후의 일종인 노여움 마크(怒りマーク, 왼쪽)와 땀 마크(汗マーク, 오른쪽)

- 귀엽고 사랑스러운 캐릭터들의 영향은 디즈니, 서구의 동화작가 산업화가 시작됐던 초창기 서양의 코믹 캐릭터들의 영향이라고 할 수 있으며 가늘고 백인의 외형 큰키에 눈이크고 간략화된 이미지(주로 순정만화의 그림)의 그림들은 초기 서구 패션일러스트의 영향이라고 할 수 있다. 그외 작가마다 다양한 스타일을 지니고 있다.
- 등장 인물의 대사와 생각은 말풍선(ふきだし 후키다시[*])라는 틀 안에 문자로 쓰여진다. 말풍선의 모양과 글자체로 어조를 나타낸다.
- 의성어, 의태어가 육필 문자로 그림 안에 쓰여진다. 의성어와 의태어 표현은 만화의 독자적 표현 기법의 하나이며, 온유(音喩)라고 한다.
- 만후(漫符)라는 일종의 기호를 사용하여 인물의 심정과 동작, 사물의 움직임 등을 명시적으로 표현한다.

## 국제적 영향
일본만화가 인기가 급상승해 세계적으로 퍼져 나감에 따라 일본문화의 전파가 급속히 이루어지고 있다. 세계의 많은 나라에서 일본의 인지도가 높아지고 있으며, 일본만화의 높은 인기에 따라 일본만화 캐릭터 관련 산업 또한 크게 증가했다. 또한, 번역출판을 기다리지 못하는 젊은이들이 직접 원서를 사 읽기 위해 일본어를 많이 배우게 되어, 일본어의 전파가 증가했다.
일본만화가 특히 인기있는 나라는 프랑스, 미국, 멕시코, 중화민국, 중화인민공화국, 대한민국 등인데, 특히 중화민국, 중화인민공화국, 대한민국 등의 만화는 일본만화의 일정형식을 많은 수가 계승한다고 말해도 좋을 정도로 일본만화의 영향을 받고 있다. 한편 프랑스 만화는 일본만화의 화풍을 프랑스에 맞게 재창조한 망프라(Manfra)라는 신장르를 개척하기도 했다.

## 분류

### 대상 독자에 따른 분류
- 초년 만화 (아동 만화)
- 소년 만화
- 소녀 만화
- 청년 만화
- 여성 만화
- 성인 만화 (레이디스 코믹스 포함)

### 장르에 따른 분류
- 학원 만화
- 코미디 만화
- 판타지 만화
- SF 만화
- 스포츠 만화
- 추리 만화
- 순정 만화
- 공포 만화
- 시대극 만화
- 일상 만화
- 무협 만화
- 액션 만화
- 하렘 만화
- 로맨스 만화
- 역하렘 만화
- 이세계 만화
- 게임 만화
- 능력자 배틀 만화

### 표현 형식에 따른 분류
- 코믹 : 1페이지가 여러 개의 컷으로 분할되어 여러 개의 페이지로 내용이 전개되는 형식.
- 1페이지 만화 : 짧은 줄거리가 1페이지 내로 완결되는 형식.
- 4컷 만화 : 내용이 네 컷으로 전개되는 형식.
- 1컷 만화 : 내용이 한 컷으로 전개되는 형식.

## 같이 보기
- 일본의 애니메이션
- 일본의 만화와 애니메이션 팬덤
- 일본 영화
- 쿨 재팬
- 일본의 문화
- 에마키모노
- 일본어
- 지지거
- 라이트 노벨
- 중국 만화
- 한국 만화
- 치비
- 우키요에
- 비주얼 노벨
- 웹툰
- 주간 소년 점프